# La noche que no acaba
La Noche que no acaba es el cuarto largometraje del director español Isaki Lacuesta. Rodada en Gerona y entrevistas en varios escenarios.

## Sinopsis
Ava Gardner Llegó a España en 1950 para rodar Pandora y el holandés errante en Tosa de Mar (Gerona). Era la primera vez que la actriz salía de Estados Unidos y la primera vez que los habitantes de aquella localidad pesquera de la Costa Brava veían un grupo de extranjeros tan numeroso. En sus memorias Ava Gardner escribió:"De todas las condenadas películas que hice, Pandora sea quizás la menos famosa y sin embargo casi nada me ha influido tanto. Esa película cambió mi vida". Ava encontró en la oprimida y vital sociedad española un reflejo de sí misma y la mejor vía de escape a una vida de estrella en Hollywood que empezaba a detestar.
"La noche que no acaba" sigue el rastro del paso de Ava Gardner por España. Una vida alocada, exagerada, envuelta en juergas, flamenco, toros, alcohol y que ha dado pie a mil y una leyendas.
A través de entrevistas con testigos que la conocieron, la película recuerda sus relaciones con los toreros Mario Cabré y Luis Miguel Dominguín, o sus conflictos con su vecino Juan Domingo Perón. Una vida con una cara alegre y vital pero con un reverso amargo y vulnerable. 

## Género
Documental

## Festivales
Festival de cine de San Sebastián. Zabaltegui